# NGC 2420
NGC 2420 is een open sterrenhoop in het sterrenbeeld Tweelingen. Het hemelobject ligt 8600 lichtjaar van de Aarde verwijderd en werd op 19 november 1783 ontdekt door de Duits-Britse astronoom William Herschel. De leeftijd van de sterrenhoop wordt geschat op 2,0 ± 0,2 miljard jaar.

## Ecliptica
De open sterrenhoop NGC 2420 bevindt zich betrekkelijk dicht tegen de Ecliptica, hetgeen betekent dat er, vanaf de Aarde gezien, regelmatig planeten van het Zonnestelsel doorheen deze sterrengroep kunnen bewegen. Tevens kan deze sterrengroep regelmatig door de Maan worden bedekt.

## Synoniemen
- OCL 488